# Psychoda bidigitalis
Psychoda bidigitalis är en tvåvingeart som beskrevs av Quate 1965. Psychoda bidigitalis ingår i släktet Psychoda och familjen fjärilsmyggor.
Artens utbredningsområde är Filippinerna. Inga underarter finns listade i Catalogue of Life.